# Mosquée Ahetan
La mosquée Ahetan (chinois : 阿河滩清真寺 ; pinyin : āhétān qīngzhēnsì) est une mosquée du bourg de Gandu (zh) (甘都镇), xian autonome hui de Hualong, dans la ville-préfecture de Haidong, dans la province du Qinghai, en République populaire de Chine. Construite la troisième année Zhizhi (zh) (règne de Gegeen Khan de la dynastie Yuan), en 1323.
Elle est classée dans la 5e liste des Sites historiques et culturels majeurs protégés par la province du Qinghai (zh) depuis le 15 septembre 1988 ainsi que dans la 7e liste des sites historiques et culturels majeurs protégés au niveau national, pour la province du Qinghai, sous le numéro 7-1478.

## Description
Le bâtiment principal est large de 34 mètres dans la direction nord-sud et long de 57 mètres dans la direction est-ouest. La mosquée occupe un total de 1 938 m2. C'est un mélange entre le style des Hans et celui de l'art islamique, ce qui est assez rare dans les ensembles architecturaux des mosquées.
Au nord-est de la galerie de cette mosquée se trouve un vieil orme haut de 7,6 mètres et d'un diamètre de 2,1 mètres dont le centre est vide. Son entretien se transmet de génération en génération de père en fils dans la famille Hanhaibi. Malgré l'aspect mourant de l'arbre en raison de son centre creux, sa cime est tout de même très verdoyante (韩海比家).